# Mark Barkan
Mark Barkan (Brooklyn (New York), 4 juli 1934 – New York, 8 mei 2020) was een Amerikaans songwriter. Hij schreef verschillende hits die werden vertolkt door artiesten als Manfred Mann, Lesley Gore en Connie Francis. Hij was muziekdirecteur van het kinderprogramma The banana splits.

## Biografie
Barkan was als songwriter vooral actief in de jaren zestig en zeventig. Hij schreef alleen of samen met anderen, onder wie Sandy Baron, George Eddy, Hank Hunter, Ben Raleigh en Ritchie Adams. Meer dan dertig nummers van zijn hand bereikten de hitlijsten in de Verenigde Staten of het Verenigd Koninkrijk.
Nummers die in de top 10 van de Billboard Hot 100 terechtkwamen, waren The writing on the wall (1961) van Adam Wade en She's a fool (1963) van Lesley Gore. Met zijn nummer Pretty flamingo (1966) behaalde Manfred Mann de nummer 1-positie van de Britse hitlijsten en hoge noteringen in andere Europese hitlijsten. Dit nummer werd meer dan twintigmaal gecoverd, onder meer door The Everly Brothers, Rod Stewart en Bruce Springsteen. Verder was hij met Vic Millrose verantwoordelijk voor Vive l'amour dat in 1967 de tweede single van The Cats werd die de Top 40 bereikte.
Samen met Adams schreef hij The tra la la song (one banana, two banana) voor het kinderprogramma The banana splits. Het programma bracht het lied ook uit op een single die op nummer 96 van Billboard terechtkwam. Barkan werd daarnaast ook benoemd tot muziekdirecteur van het programma.
Ook schreef hij soundtracks voor films, zoals voor Do not disturb (1965) met Doris Day en rond acht nummers voor de musical Toomorrow (1970) met Olivia Newton-John.
In 2018 werkte hij samen met Albert Bouchard van Blue Öyster Cult.
- Biblioteca Nacional de España: XX1570972
- International Standard Name Identifier: 0000 0000 6303 0865
- Library of Congress Control Number: n2008004234
- MusicBrainz: b826bf36-f793-401f-a7f5-6b6d81e39414
- Nationale Bibliotheek van Tsjechië: mzk2011663645
- Virtual International Authority File: 87293807
- WorldCat: E39PBJjxrDWM9Yp4YFcgqwkMT3